# Lucio Caizzi
Lucio Caizzi (Napoli, 8 aprile 1959) è un attore, comico e cabarettista italiano.

## Biografia
Esordisce nel mondo dello spettacolo negli anni ottanta come cabarettista e come attore teatrale, attività questa che ha portato avanti anche in anni recenti.
Una delle sue prime apparizioni televisive come comico avviene nel 1989 in Vernice fresca, trasmissione toscana di successo in onda su Cinquestelle, condotta da Carlo Conti, tale programma ha costituito il trampolino di lancio anche per altri famosi comici, in prevalenza toscani, come Leonardo Pieraccioni e Giorgio Panariello.
Nel 1993 partecipa a La sai l'ultima?, condotta da Pippo Franco. Nel 1995 e 1996 prende parte ad Aria fresca condotto da Carlo Conti su Telemontecarlo, poi segue il conduttore toscano su Raiuno in Su le mani. Nell'estate 1996 partecipa ad Atlantam tam, trasmissione sulle Olimpiadi, in onda su Raiuno condotta da Fabrizio Frizzi.
In seguito farà numerose irruzioni comiche in trasmissioni televisive Rai, quali Miss Italia (all'epoca delle conduzioni di Fabrizio Frizzi), nell'edizione 2001 della notte del David di Donatello, in varie edizioni de I raccomandati (ancora con Carlo Conti).
Caizzi lavora anche come attore per il cinema e per la TV. Nel 1988 ha fatto parte del cast di La casa del sorriso, diretto da Marco Ferreri, film che si aggiudicò l'Orso d'Oro al Festival del Cinema di Berlino del 1991.
Successivamente ha recitato a fianco di importanti attori tra i quali Carlo Verdone in (C'era un cinese in coma) e Leonardo Pieraccioni (in Il paradiso all'improvviso e in Io & Marilyn). Dal 2006 interpreta il ruolo di "Gennarino" nella serie TV di Raiuno Capri. A maggio 2010 torna nel varietà, facendo parte del cast di Aria Fresca condotto da Carlo Conti su Raiuno per 4 puntate.
Dal 16 novembre 2011 è protagonista nella commedia musicale Noi che...gli anni migliori di Carlo Conti al Teatro Salone Margherita di Roma, assieme agli attori Gabriele Greco, Massimo Di Vincenzo, Elena Ossola e Angela Tuccia, e ai cantanti Gianni Nazzaro, Wilma Goich e Dino.

## Filmografia

### Cinema
- Puro cashmere, regia di Biagio Proietti (1986)
- La casa del sorriso, regia di Marco Ferreri (1991)
- Vacanze di Natale '90, regia di Enrico Oldoini (1990)
- Miracolo italiano , regia di Enrico Oldoini (1994)
- C'era un cinese in coma, regia di Carlo Verdone (2000)
- Andata e ritorno, regia di Alessandro Paci (2003)
- Il paradiso all'improvviso, regia di Leonardo Pieraccioni (2003)
- Ustica - Una spina nel cuore, regia di Romano Scavolini (2009)
- Io & Marilyn, regia di Leonardo Pieraccioni (2009)
- A Napoli non piove mai, regia di Sergio Assisi

### Televisione
- Avanspettacolo – programma TV (1992)
- Uomini sull'orlo di una crisi di nervi, regia di Alessandro Capone – film TV (1997)
- Don Matteo – serie TV, episodio 1x06 (2000)
- Hotel Otello – serie TV (2000)
- Time elevator – film TV (2002)
- Capri – serie TV (2006-2010)
- Un posto al sole – serie TV (2018)